# Мелник (връх)
Връх Мелник (на английски: Melnik Peak) е най-високият връх на Мелнишкия хребет в източната част на остров Ливингстън от Южните Шетландски острови в Антарктика. Върхът е покрит с лед и се издига на надморска височина 696 метра.
Връх Мелник получава името си от Мелнишкия хребет, на който се издига, кръстен на българския град Мелник.
Върхът е изкачен за пръв път от българите Любомир Иванов и Дойчин Василев от Лагер Академия на 28 декември 2004 г.

## Местоположение
Връх Мелник се намира на 4,04 км югозападно от нос Синдел, 2,41 км северозападно от Атанасов нунатак, 1,26 км северно от Аспарухов връх, 3,03 км североизточно от връх Боулс, 3,5 км източно от връх Хемус и 4,52 км югоизточно от хълма Лесли. Свързан на юг с Аспаруховия връх в хребета Боулс чрез Янковата седловина. Издига се над ледника Калиакра на север и запад и ледника Струма на югоизток.
Географски координати на връх Мелник: 62°36′01″ ю. ш. 60°09′07″ з. д. / 62.600278° ю. ш. 60.151944° з. д.

## Картографиране
Топографското проучване е направено от българската антарктическа експедиция „Тангра“ през 2004/2005 година.
Картографирането е българско от 2005 и 2009 година.

## Карти
- L.L. Ivanov et al. Antarctica: Livingston Island and Greenwich Island, South Shetland Islands. Scale 1:100000 topographic map. Sofia: Antarctic Place-names Commission of Bulgaria, 2005.
- L.L. Ivanov. Antarctica: Livingston Island and Greenwich, Robert, Snow and Smith Islands. Scale 1:120000 topographic map.  Troyan: Manfred Wörner Foundation, 2009.
- A. Kamburov and L. Ivanov. Bowles Ridge and Central Tangra Mountains: Livingston Island, Antarctica. Scale 1:25000 map. Sofia: Manfred Wörner Foundation, 2023. ISBN 978-619-90008-6-1